# Rádio Tamoio
Rádio Tamoio foi uma emissora de rádio brasileira sediada no Rio de Janeiro, capital do estado homônimo. Opera no dial AM, na frequência 900 kHz.

## História

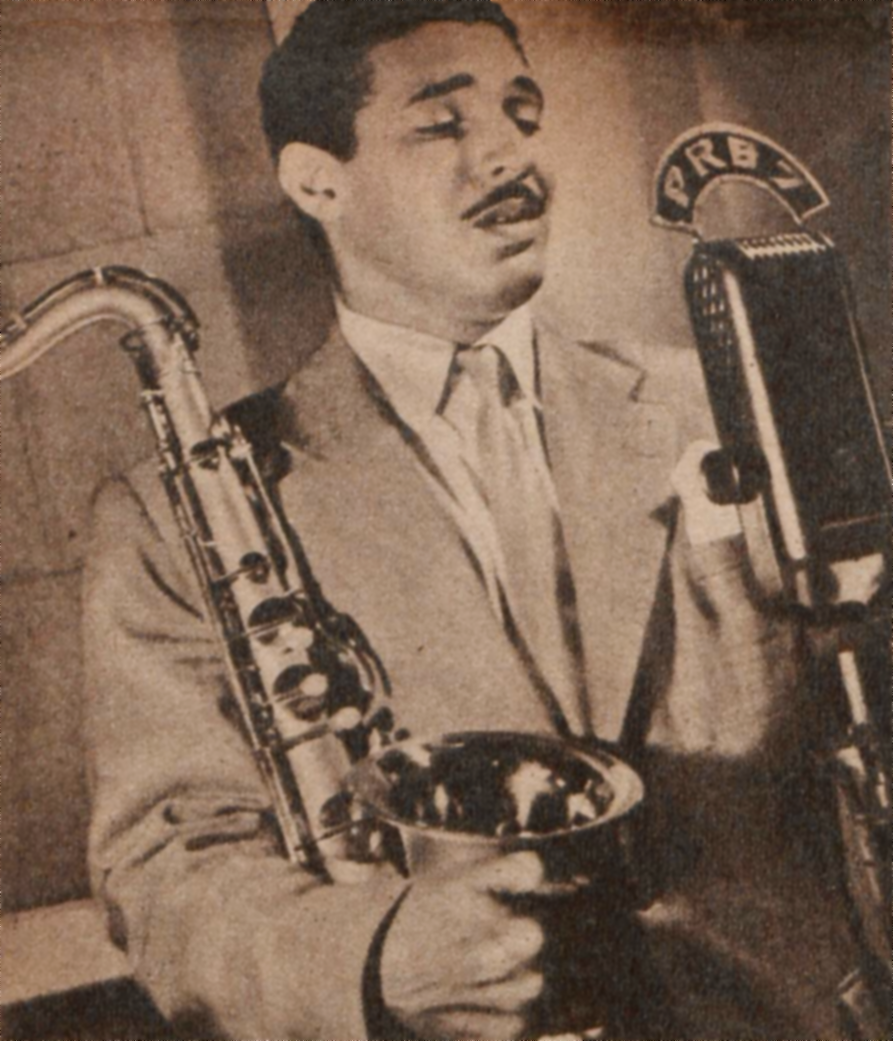
Dorival Caymmi em apresentação na emissora, em 1945.

Foi fundada originalmente como Rádio Educadora do Brasil em 1927. Mudou o nome para Rádio Tamoio em 1944, quando foi comprada pelos Diários Associados.
Outro grande nome que iniciou sua carreira na Tamoio foi Walter Clark, ex-diretor de televisão da Rede Globo. Em sua autobiografia O Campeão de Audiência, Clark cita a emissora como tendo sido o primeiro emprego desse que se tornaria um dos principais nomes da televisão brasileira nas décadas seguintes. Ele conta que era ajudante do jornalista Luis Quirino e começou a trabalhar em dezembro de 1952. Diz ainda que a Tamoio competia com a Rádio Nacional (a principal emissora do país à época) e a Rádio Tupi (de Assis Chateubriand, o mesmo dono da Tamoio), adotando uma programação mais popularesca. Ele cita ainda como principais estrelas da rádio Ademilde Fonseca e Claudete Soares (que faziam No mundo do baião, programa de Zé Gonzaga, irmão de Luís Gonzaga), Fernando Garcia, Haydeé Miranda e Dóris Monteiro (que fazia um programa com Lúcio Alves e Lana Bittencourt).
Terminado um arrendamento em 19 de outubro de 2008 para a Rádio Deus é Amor, iniciado em 1988, a programação da rádio passou a ser composta pela execução de músicas populares durante o dia inteiro, até que em 2009, o Sistema Verdes Mares iniciou uma reformulação na emissora. A Tamoio passou a oferecer uma programação dedicada aos simpatizantes da cultura nordestina no Rio de Janeiro, lançando o slogan "O som do Nordeste". Além disso, passou a formar rede junto com a Rádio Verdes Mares do Ceará, com a qual transmite programas populares, além de grandes jornadas esportivas. As duas emissoras cobriram juntas a Copa do Mundo FIFA de 2010 e a Copa do Mundo FIFA de 2014, que foi sediada no Brasil.
Em 17 de abril de 2011, a emissora passou a apresentar resenhas esportivas de meia hora de duração sobre os quatro grandes clubes de futebol do Rio de Janeiro. Das 11h às 13h de domingo, a emissora passou a apresentar programas dedicados aos clubes Botafogo, Vasco, Flamengo e Fluminense, que contavam trechos de sua história, faziam entrevistas com os grandes ídolos dos times, além de transmitir os gols marcados que estiveram narrados pela Rádio Tamoio.